# Cardamine subterranea
Cardamine subterranea là một loài thực vật có hoa trong họ Cải. Loài này được Larrañaga mô tả khoa học đầu tiên năm 1923.